# Крёстный батька
«Крёстный батька» — пятисерийный документальный фильм-расследование, посвящённый критике президента Республики Беларусь Александра Лукашенко. Был показан с 4 июля 2010 года по 28 июня 2011 года по российскому телеканалу НТВ в программе «Чрезвычайное происшествие. Расследование».
Название фильма отсылает к названию знаменитого фильма Фрэнсиса Копполы «Крёстный отец» о деятельности сицилийской мафии в США.

## Сюжет
В фильме А. Лукашенко подвергся острой критике.
В частности, создатели фильма в первой части, показанной 4 июля:
- заявили, что все экономические успехи страны, которые «приписывает себе» А. Лукашенко, основаны на российских дотациях общим размером $ 52 млрд;
- упрекнули Лукашенко в неискренности и невыполнении взятых на себя обязательств по отношению к России;
- привели аудиозапись, в которой Лукашенко восхищался А. Гитлером и его политикой, и две видеозаписи, в одной из которых он признал, что хвалил Гитлера, в другой — отрицал это;
- выдвинули обвинения в организации похищений и убийств ряда политических оппонентов (в частности Г. Карпенко, Ю. Захаренко, В. Гончара, А. Красовского и Д. Завадского), создании диктаторского режима личной власти;
- заявили, что третий сын Лукашенко Николай, которого президент постоянно демонстрирует на официальных мероприятиях, был отнят им у его матери — Ирины Абельской, которая названа в фильме любовницей президента.

16 июля на телеканале НТВ был показан фильм «Крёстный батька-2», позиционированный как продолжение первой части. В основном сюжет повторял первую часть фильма. К обвинениям Лукашенко со стороны авторов добавились также сотрудничество с президентом Грузии М. Саакашвили, свергнутым президентом Кыргызстана К. Бакиевым и находящимся в международном розыске российским предпринимателем Борисом Березовским. Авторы фильма озвучили сравнение между Лукашенко и Бакиевым, состоящее, по их мнению, в массовых хищениях государственных денег, репрессиях и убийствах политических оппонентов. Лукашенко обвинили также в захвате заложников на примере истории с арестом и осуждением американского адвоката Эммануила Зельцера, который был приговорён в Беларуси к трём годам тюремного заключения в интересах Бориса Березовского, а затем освобождён после встречи с американскими конгрессменами.
15 августа была показана третья часть фильма. В ней создатели обвинили Лукашенко в создании системы по отмывке денег под руководством и контролем семейного клана во главе с ним самим и двумя его сыновьями — Виктором и Дмитрием. Утверждается, что состояние семьи Лукашенко составляет от $ 8 до 12 млрд, а деньги вложены в прибыльные долгосрочные проекты за пределами страны. Лукашенко обвинили в незаконном изъятии собственности как белорусских, так и российских граждан, а также в получении доходов от контрабанды. Авторы фильма напомнили, что 10 лет назад белорусский психиатр Д. Щигельский поставил Лукашенко заочный диагноз мозаичная психопатия. После этого Щигельский и его семья были вынуждены уехать из страны и даже сменить фамилию.
8 октября в 20:30 была показана четвёртая часть «Крестный батька-4. Последняя осень». В этой части авторы фильма утверждали, что началом политической карьеры Лукашенко было уголовное дело об избиении совхозного механизатора Бондуркова. От уголовного преследования будущего президента спасло избрание депутатом. Бывший военнослужащий белорусского спецназа утверждает, что его непосредственный начальник майор Васильев рассказывал о своём участии в похищении оппозиционных политиков вместе с командиром белорусского СОБРа Д. Павлюченко. Васильев был осуждён по сфабрикованному обвинению в бытовом убийстве и где он находится — неизвестно. Задержанный в Минске адвокат Э. Зельцер рассказал о сотрудничестве Лукашенко и Березовского. Он утверждал, что Березовский являлся «кассиром» Лукашенко и управлял выведенными из государственного бюджета активами в его интересах.
28 июня 2011 года на экраны вышла пятая часть фильма под названием «Белорусское чудо». В ней рассматривалась ситуация с выборами президента 19 декабря 2010 года и последствия этих выборов, работа правоохранительной и судебной системы, валютный кризис в стране.

## Сюжет на Russia Today
В один день с выходом первой части фильма «Крёстный батька» на информационном телеканале Russia Today, вещающем на английском языке и рассчитанным на зарубежную аудиторию, вышел сюжет под заголовком «Жестокий Лука» (англ. Hard Luka), в котором Лукашенко прямо назывался «последним диктатором Европы».

## Реакция и оценки
По мнению ряда обозревателей, фильм был продемонстрирован по указанию руководства России. Фильм рассматривался в контексте ухудшения отношений между российским руководством и Лукашенко. В частности, корреспондент испанской газеты El Pais Пилар Бонет писала, что «Кремль использовал телевидение, чтобы оскорбить белорусского президента и выдвинуть в его адрес серьёзные обвинения». Аналогичного мнения придерживались и ряд других СМИ.

### Реакция в Беларуси
Фильм вызвал жёсткую критическую реакцию белорусских чиновников. Пресс-атташе белорусского посольства в Москве Виталий Сливка назвал обвинения в адрес Лукашенко «кощунственными» и утверждал, что выдвигать их — «недопустимо и преступно». 

Пресс-секретарь посольства подчеркнул, что этот фильм вышел на коммерческом телеканале и выразил надежду, что он и сюжет на Russia Today не отражают официальную политику российского руководства.
Государственное информационное агентство БелТА процитировало неназванного белорусского чиновника, который сказал, что «ряд российских телеканалов предприняли беспрецедентное информационное давление на Беларусь и её Президента».
По мнению журналиста Вадима Ливнева, опубликованная в газете «Советская Беларусь» статья спикера верхней палаты Национального собрания Беларуси Анатолия Рубинова с критикой Дмитрия Медведева и Владимира Путина является своеобразным ответом на фильм «Крёстный батька». Об этом же, пересказывая статью Рубинова, писало ИА Regnum. В статье Рубинов высказался о возможном прекращении трансляции НТВ в Беларуси.
6 июля у входа на Комаровский рынок в Минске Белорусский республиканский союз молодежи (БРСМ) провёл акцию (перфоманс) «ОСТОРОЖНО! ВОНЯЕТ КАнаЛ НТВ» против показа фильма.
Глава оппозиционной Объединённой гражданской партии Беларуси Анатолий Лебедько назвал фильм «гранатой в окоп белорусской власти» и призвал Генеральную прокуратуру возбудить уголовное дело по фактам, изложенным в фильме.
А. Лукашенко обвинил российские СМИ в разжигании вражды между белорусами и россиянами: «Такая несколько атака на Беларусь в СМИ. Пусть на ощупь пока, но типа того: „Батька-1“, „Батька-2“, „Батька-3“… Но если тогда они у меня хотели найти какие-то деньги и забрать. Пусть найдут и заберут. Я абсолютно чист и честен перед вами. Настораживает то, что они пытаются нас уже столкнуть с русскими».

#### Цензура в Беларуси
Белорусские телезрители не смогли увидеть фильм по телеканалу НТВ, поскольку в Беларуси он был «вырезан» из трансляции. Руководитель дирекции телеканала «НТВ-Беларусь» Сергей Булацкий, во избежание проблем, отвечать на вопрос о причинах этого изъятия отказался.
Цензура не ограничилась телевидением. Номер еженедельной газеты «Наша нива», в котором на первой полосе был опубликован материал под названием «Крестный батька капитулировал» (бел. Хросны бацька капітуляваў), посвящённый ситуации с Таможенным союзом Беларуси и России, фильмом и реакции белорусских властей на этот фильм, был изъят из розничной продажи. При этом он был выпущен обычным тиражом, пришёл подписчикам и поступил в газетную экспедицию. Все попытки редакции выяснить, куда пропала газета после экспедирования, результата не дали. В городе Кричеве сотрудники милиции конфисковали тираж газеты «Свободный город» (бел. Вольны горад), в котором также содержалась информация о фильме.

### Реакция в России
Журналист «Первого канала» Павел Шеремет высказал мнение, что фильм «Крёстный батька» и сюжет на Russia Today были «консолидированным ударом» по репутации Лукашенко.
Руководство НТВ спокойно отреагировало на угрозу прекращения трансляции телеканала в Беларуси, озвученную Анатолием Рубиновым. Генеральный директор НТВ Владимир Кулистиков заявил, что «НТВ — российский канал для российских зрителей и тех, кто интересуется Россией за её пределами. Поэтому никакого ущерба от того, что в какой-либо стране за пределами России зритель лишится доступа к НТВ, для компании нет. Если такое произойдёт, все претензии зарубежный зритель должен адресовать не к нам».
Бывший заместитель министра иностранных дел России Андрей Фёдоров считает, что продолжение показа — это психологическая атака на Лукашенко с целью принудить его к более спокойному и более реалистичному диалогу с Россией.